# Кастелфранко ди Сопра
Кастелфранко ди Сопра (итал. Castelfranco di Sopra) је насеље у Италији у округу Арецо, региону Тоскана.
Према процени из 2011. у насељу је живело 2066 становника. Насеље се налази на надморској висини од 286 м.

## Становништво
| 1936. | 1951. | 1961. | 1971. | 1981. | 1991. | 2001. | 2011. |
| ----- | ----- | ----- | ----- | ----- | ----- | ----- | ----- |
| 3.268 | 3.234 | 2.741 | 2.245 | 2.331 | 2.657 | 2.731 | 3.066 |